# Kokčetavská jezera
Kokčetavská jezera (rusky Кокчетавские озёра, kazašsky Көкшетау көлдері) je skupina jezer v Akmolské oblasti v Kazachstánu. Nachází se na severovýchodě Kazašské pahorkatiny v Kokčetavské vysočině v nadmořské výšce 200 až 500 m. Nejznámější jsou Borovoe, Ščučje, Zerenda, Ajdabul, Velké a Malé Čebačje. Léčivá jsou Majbalyk a Balpašsor.

## Jezera
| jezero        | rusky           | kazašsky      | rozloha (km²) | délka (km) | šířka (km) | m.hl. (m) | objem (m³) | n.v. (m) |
| ------------- | --------------- | ------------- | ------------- | ---------- | ---------- | --------- | ---------- | -------- |
| Borovoe       | Боровое         | Бурабай       | 11            | 4,5        | 3,9        | 7         | 49 500     | 320,6    |
| Ščučje        | Щучье           | Шортанды      | 18,6          | 7,2        | 3,7        | 18        | 262 260    | 397,5    |
| Velké Čebačje | Большое Чебачье | Үлкен Шарықты | 6,8           | 3,5        | 2,5        | —         | —          | 288      |
| Malé Čebačje  | Малое Чебачье   | Кіші Шабақты  | 21,4          | 13,6       | 2,7        | 6,6       | —          | —        |
| Zerenda       | Зеренда         | Зеренді       | 11,9          | 6,1        | 3,8        | 4,8       | —          | —        |
| Ajdabul       | Айдабуль        | Айдабол       | 35            | 5,7        | 3,9        | 3         | —          | 427      |
| Majbalyk      | Майбалык        | Майбалық      | 21,1          | 8,4        | 3,7        | 1,5       | —          | —        |
| Balpašsor     | Балпашсор       | —             | —             | —          | —          | —         | —          | —        |

## Vodní režim
Zdroj vody je převážně sněhový. Úroveň hladiny a rozloha jsou proměnlivé.

## Využití
Na šíji mezi jezery Borovoe a Velké Čebačje jsou lázně Borovoe.